# دهلیز (فیلم)
دهلیز فیلمی ایرانی به کارگردانی بهروز شعیبی و سید محمود رضوی محصول سال ۱۳۹۲ با بازیگری رضا عطاران و هانیه توسلی است. عطاران در این فیلم نقش معلم زبانی را بازی می‌کند که به دلیل یک نزاع باعث قتل یک نفر شده‌است و هانیه توسلی در نقش همسر او ایفای نقش می‌کند. این فیلم نخستین فیلم بلند سینمایی شعیبی به‌شمار می‌رود که با طرح یک خطی که از خود اوست، توسط علی اصغری نوشته شده‌است.
این فیلم به‌طور کلی نقدهای مثبتی دریافت کرد. عبدالرضا هشترودیلر و مسعود فراستی از جمله افرادی بودند که این فیلم را مثبت ارزیابی کردند. دهلیز نامزد و برندهٔ جوایز زیادی شد. هانیه توسلی برای بازی در این فیلم برندهٔ بهترین بازیگر نقش اول زن و عطاران نیز نامزد بهترین بازیگر نقش اول مرد در سی و یکمین دوره جشنواره بین‌المللی فیلم فجر شد. سید محمود رضوی، تهیه‌کنندهٔ این فیلم نیز سیمرغ بهترین فیلم اول را دریافت کرد.

## خلاصه داستان
شیوا (هانیه توسلی) در غیاب همسر معلمش، بهزاد (رضا عطاران)، که به دلیل یک نزاع باعث قتل شده‌است، به تنهایی کار می‌کند و از تنها پسرشان، امیرعلی (محمدرضا شیرخانلو) که کلاس اول و پسری شاد و بازیگوش است، مراقبت می‌کند. امیر علی در ابتدا فکر می‌کند که پدرش مرده‌است، اما او در زندان و منتظر تصمیم نهایی دادگاه است. شیوا پیاپی از برادر زن مقتول (سعید چنگیزیان) می‌خواهد تا با خانواده مقتول صحبت کند و رضایت تنها ولی دم باقی مانده را که خواهر دوقلوی (نگار عابدی) مقتول است، بگیرد. از طرفی امیرعلی کم‌کم در مدرسه و جمع دوستان غیاب پدر خود را احساس می‌کند.
آقای ایزدی (شاهرخ فروتنیان) و همسرش (افسانه چهره‌آزاد) که به عنوان فعال اجتماعی در کنار این خانواده هستند، پیشنهاد می‌دهند که امیرعلی پدرش را ملاقات کند. بالاخره، امیر علی پدرش را برای اولین بار ملاقات می‌کند. در ابتدا رابطه بین پدر و پسر خوب نیست و امیرعلی دچار مشکلات روحی و فکری می‌شود. اما به مرور زمان، رابطهٔ بین پدر و پسر صمیمانه‌تر و دوستانه‌تر می‌شود.
به دلیل رفتار خوب در زندان، بهزاد موفق می‌شود مرخصی بگیرد و نزد خانواده‌اش برود. در این مدت وضعیت روحی و عاطفی امیرعلی بهتر می‌شود.
یک‌بار که شیوا و آقای ایزدی برای جلب رضایت خانواده مقتول، برای بار چندم به خانه آن‌ها می‌روند، امیرعلی که همراه آن‌ها آمده‌است، رو به مادر مقتول، که به خاطر مرگ پسرش مدت‌هاست ساکت است و حرفی نمی‌زند، از کار پدرش عذرخواهی می‌کند و درخواست می‌کند که رضایت بدهند تا پدرش آزاد شود. در سکانس پایانی فیلم، مادر مقتول نشان داده می‌شود؛ در حالی که پس از صحبت‌های امیرعلی آرام آرام اشک‌هایش جاری می‌شود.

## بازیگران

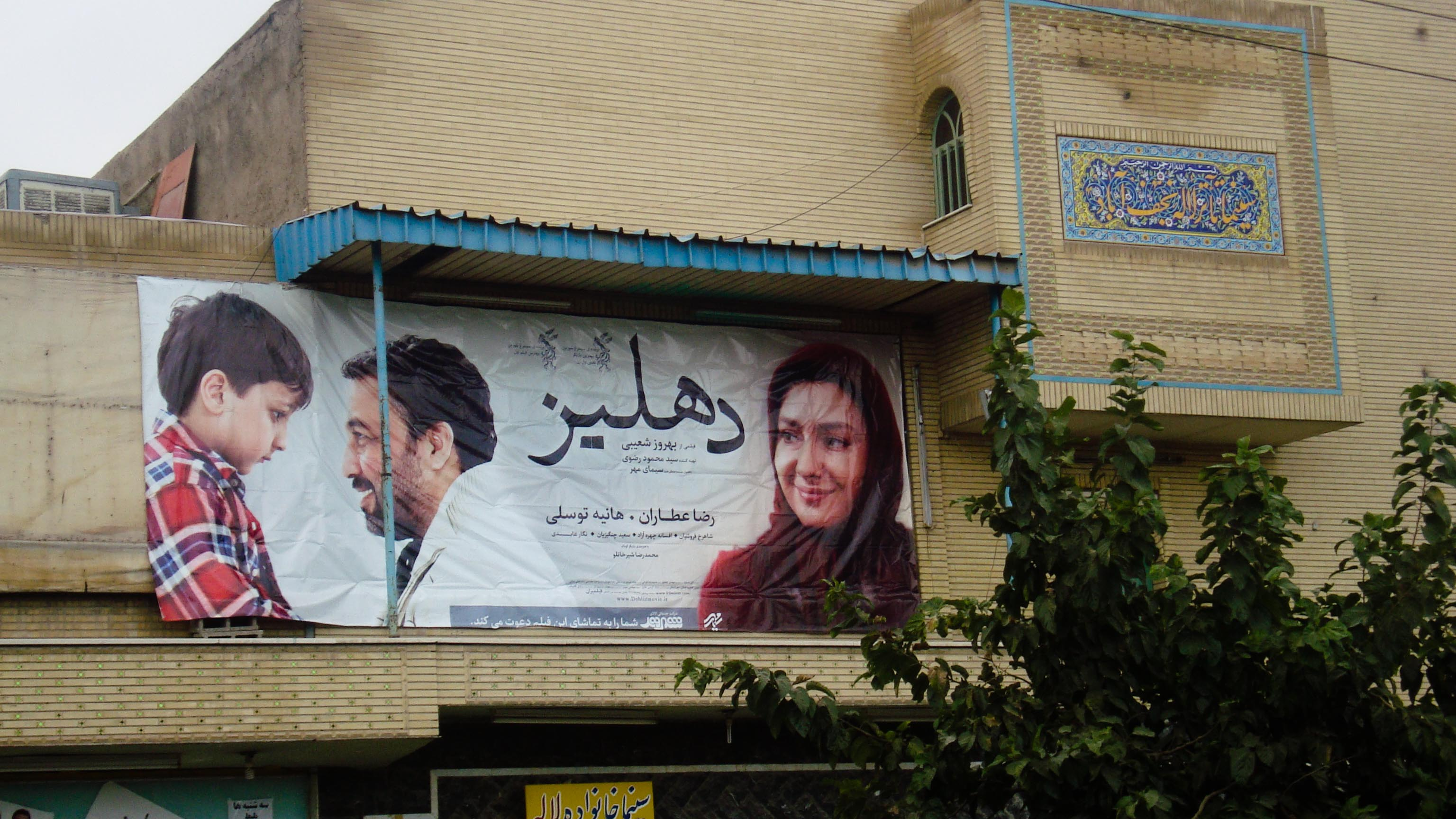
اکران دهلیز در سینما لاله نجف‌آباد

- رضا عطاران در نقش بهزاد: او معلم زبانی است که به دلیل یک نزاع باعث قتل یک نفر شد. انتخاب عطاران برای ایفای این نقش، به گفته شعیبی، توانایی و شناخته‌شده بودن او بود. کارگردان حضور عطاران در این فیلم را امتیازی برای برای بهتر دیده شدن فیلم دانسته‌است؛ چرا که بیننده او را از قبل می‌شناخت و مخاطب می‌توانست هم‌ذات‌پنداری بهتری داشته باشد.[۴]
- هانیه توسلی در نقش شیوا: هانیه توسلی برای این فیلم، در سی و یکمین دوره جشنواره بین‌المللی فیلم فجر برنده جایزه بهترین بازیگر نقش اول زن شد. به غیر از جذابیت فیلم‌نامه و شخصیت شیوا برای توسلی، یکی از دلایل او برای بازی در این فیلم، شخصیت کارگردان بوده‌است.[۴][۵] او دربارهٔ چگونگی حضورش در این فیلم گفت: «زمانی که فیلمنامه به من پیشنهاد شد از ماهیت قصه خوشم آمد، اما تصور کردم کار کمی به سوی ملودرام‌های اشک انگیز سوق پیدا کرده‌است، ولی با صحبت‌هایی که با کارگردان و نویسنده شد این شبهه از بین رفت و کار در این پروژه را آغاز کردم.»[۶]
- محمدرضا شیرخانلو در نقش امیرعلی: او هنگام بازی در این فیلم هفت سال داشت. هانیه توسلی از بازی وی تعریف کرد و با وجود سن کم او، وی را فردی که بازیگری را بلد است معرفی کرد.[۶]
- سعید چنگیزیان در نقش برادر زن مقتول
- شاهرخ فروتنیان در نقش آقای ایزدی
- نگار عابدی در نقش خواهر دوقلوی مقتول
- افسانه چهره‌آزاد در نقش همسر آقای ایزدی

## تولید
به گفته تهیه‌کننده، برای صدور پروانه ساخت، تغییری در فیلم‌نامه آن ایجاد نشد، ولی با توجه به موضوع فیلم، در وزارت ارشاد حساسیت‌هایی وجود داشت که باعث شد صدور پروانهٔ ساخت یک ماه تا چهل روز طول بکشد. پس از صدور پروانه، از ۱۵ آذر ۱۳۹۱ فیلمبرداری آن آغاز شد. کار تدوین و ساخت موسیقی فیلم نیز همزمان با فیلمبرداری انجام شد و آماده‌سازی آن تا اواخر دی ماه به پایان رسید.

### کارگردان
دهلیز نخستین فیلم بلند سینمایی بهروز شعیبی، کارگردان این فیلم به‌شمار می‌رود. او پیش از آن به عنوان کارگردان در فیلم باغ آلوچه حضور پیدا کرده بود. وی همچنین در خوابگاه دختران، سالاد فصل و چیزهایی هست که نمی‌دانی، به عنوان دستیار کارگردان و در طلا و مس و آژانس شیشه‌ای به عنوان بازیگر سابقه فعالیت داشت. او دغدغه خود از ساخت این فیلم را نه صرفاً پرداختن به موضوع قصاص، بلکه روایت قصه‌ای انسانی و سالم با نگاهی بی‌طرف عنوان کرده‌است. وی همچنین در مورد اسم این فیلم نیز گفته‌است: «این اسم به دالان تاریکی گفته می‌شود که در نهایت به سمت روشنایی می‌رود و احساس کردم با فضای فیلم همخوانی دارد.»

### فیلم‌نامه
فیلم‌نامه دهلیز را علی اصغری با استفاده از طرحی یک خطی از شعیبی در هشت ماه نوشت. به گفته اصغری، ایده اصلی فیلم‌نامه، رابطه پدر و پسری است که بعد از پنج سال همدیگر را می‌بینند. او در مورد ارتباط بین خود و شعیبی در مورد نوشتن فیلمنامه گفت: «در واقع ما هر دو سه روز یک بار جلسه‌ای می‌گذاشتیم؛ من مکتوبات خودم را می‌آوردم؛ بعد آقای شعیبی نظر خود را می‌داد و می‌گفت کجایش خوب است و کجایش را باید تغییر داد و ما دوباره در مورد جاهایی که مورد نقد بود، گپ می‌زدیم. بارها می‌شد که سر یک سکانس یا دیالوگ ساعت‌ها بحث کنیم تا آن چیزی که مورد نظر هر جفتمان بود، دربیاید.»

## نمایش

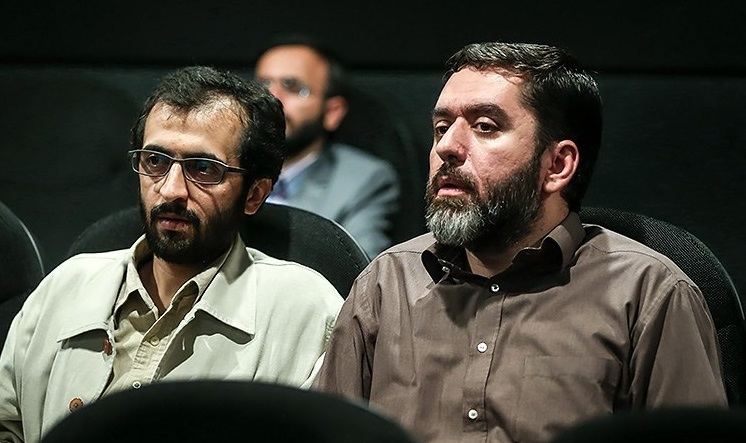
سیدمحمود رضوی تهیه‌کننده و بهروز شعیبی کارگردان فیلم دهلیز در مراسم افتتاحیه فیلم دهلیز در در تالار ایوان شمس

### سینما
دهلیز در چهارشنبه ۹ مرداد ۱۳۹۲ به صورت عمومی اکران شد. اکران خصوصی این فیلم نیز در ۱۸ مرداد در تالار ایوان شمس برگزار شد. این فیلم در ۱۴ روز اول اکران در ۲۰ سالن نمایش یافت و ۱۶۴ میلیون تومان فروش داشت و پس از ۵۵ روز در اکران در تهران و شهرستان‌ها در مجموع به فروش ۱ میلیارد و ۲۳۰ میلیون رسید. دهلیز در نهایت ۱ میلیارد و ۳۹۰ میلیون تومان فروش داشت و بدین صورت نهمین فیلم پرفروش سال ۱۳۹۲ شد.

### نمایش خانگی
این فیلم پس از پایان اکران خود در سینماهای سراسر کشور، در ۲۱ دی ۱۳۹۲ در شبکه خانگی به نمایش درآمد. دهلیز در ۵۵۰ هزار نسخه توسط مؤسسه فیلمسازان و پخش هنر اول به قیمت سه هزار تومان به فروش رفت.

### تلویزیون
پس از اکران در سینما و پخش در شبکه نمایش خانگی، دهلیز در ۶ اسفند ۱۳۹۵ در شبکه افق به نمایش درآمد. این فیلم همچنین در ۱۴ تیر ۱۳۹۸ به زبان عربی در شبکه آی فیلم عربی پخش شد.

## بازخورد

### منتقدان
مستقل از اینکه فیلم را چه کسی ساخته، این فیلم از سطح استانداردهای جشنواره بالاتر بود. دهلیز به‌مراتب سینمایی‌تر است و از فرم سینمایی بهتری برخوردار است.

— مسعود فراستی
دهلیز به‌طور کلی از منتقدان بازخوردهای مثبتی دریافت کرد. از نظر برخی منتقدان نبود کلیشه‌های رایج سینما دربارهٔ زنان در این فیلم، از نقاط قوت آن است؛ چرا که شیوا در این فیلم زنی سرسخت و مقتدر است که یک تنه در حال اداره کردن زندگی و در ضمن آن در حال تلاش برای آزادی همسرش است. بدین صورت تصویر ترسیم شده از شیوا درگیر کننده است و می‌توان با آن همراه شد. از طرفی نزدیکی گام به گام پدر به پسر و ارتباط برقرار کردن آرام آرام آن‌ها نیز پیچیده و جذاب توصیف شد. اگرچه، مضمون فیلم، موضوعی اجتماعی و تکراری است اما نگاه متفاوت کارگردان به این موضوع دلیل قابل دفاع شدن این اثر توصیف شد. از نکات دیگر منتقدین آرام آرام و قطره قطره وارد شدن اطلاعات در فیلم است که باعث شده مخاطب درگیر و نسبت به فیلم کنجکاو شود. از سوی دیگر، وارد شدن اتفاقات خوشایند بیش از حد در یک سوم پایانی فیلم که باعث نوعی از هم گسیختگی فیلمنامه شده از نکاتی بود که منتقدان به آن اشاره کردند.
عبدالرضا هشترودیلر، منتقد فیلم دربارهٔ این فیلم گفت: «نقطهٔ عطف این فیلم تمرکز بر روی روابط سه نفر بود و توانسته از تمام ظرفیت خود برای نشان دادن این نوع از روابط بهره برده‌است». مسعود فراستی هم در نشستی با کارگردان و تهیه‌کننده فیلم، دهلیز را نقد و درمورد آن گفت: «دهلیز فیلم خوب، ایرانی و اینجایی است. آدم‌ها شناسنامه دارند و اطرافمان پیدا می‌شوند و به‌طور کلی انسان‌هایی مسئله‌دار هستند. همچنین دوربین اندازه است و از اثر بیرون نمی‌زند» او همچنین دربارهٔ ایرادهای فیلم گفت: «یکی از مشکلات دهلیز این است که فیلم خودش را در ژانر ملودرام محدود می‌کند که اشک‌انگیز نشود اما اشک‌انگیزی بد نیست.»
حسین معززی‌نیا منتقد فیلم، در این اکران درمورد این فیلم گفت: «معمولاً در سالهای اخیر سؤالی که دربارهٔ هشتاد درصد فیلم‌ها مطرح می‌شود؛ این است که این فیلم برای چه ساخته می‌شود یا کارکرد آن چیست؟ دهلیز از معدود فیلمهایی است که با علاقه و با استاندارد و کنترل همه اجزاء ساخته شده‌است و کارگردان فیلم مسیرش را با طمانینه طی کرده‌است»

## جوایز
| جایزه                                   | دسته‌بندی                     | گیرنده(ها) و نامزد(ها)   | نتیجه    | منبع   |
| --------------------------------------- | ---------------------------- | ------------------------ | -------- | ------ |
| سی و یکمین دوره جشنواره فیلم فجر        | بهترین فیلم                  | سید محمود رضوی           | نامزدشده | [ ۲۹ ] |
| سی و یکمین دوره جشنواره فیلم فجر        | بهترین کارگردانی             | بهروز شعیبی              | نامزدشده | [ ۳۰ ] |
| سی و یکمین دوره جشنواره فیلم فجر        | بهترین بازیگر نقش اول مرد    | رضا عطاران               | نامزدشده | [ ۳۱ ] |
| سی و یکمین دوره جشنواره فیلم فجر        | بهترین بازیگر نقش اول زن     | هانیه توسلی              | برنده    | [ ۳۲ ] |
| سی و یکمین دوره جشنواره فیلم فجر        | بهترین فیلمنامه              | علی اصغری                | نامزدشده | [ ۳۰ ] |
| سی و یکمین دوره جشنواره فیلم فجر        | بهترین صدابرداری             | وحید مقدسی               | نامزدشده | [ ۳۳ ] |
| سی و یکمین دوره جشنواره فیلم فجر        | بهترین چهره‌پردازی            | زهرا کمالی - فاطمه کمالی | نامزدشده | [ ۲۹ ] |
| سی و یکمین دوره جشنواره فیلم فجر        | بهترین جلوه‌های ویژه بصری     | محراب مشهدبان            | نامزدشده | [ ۲۹ ] |
| سی و یکمین دوره جشنواره فیلم فجر        | بهترین تدوین                 | حمیدرضا قربانی           | نامزدشده | [ ۳۴ ] |
| سی و یکمین دوره جشنواره فیلم فجر        | بهترین جلوه‌های ویژه میدانی   | آرش آقابیک               | نامزدشده | [ ۳۵ ] |
| سی و یکمین دوره جشنواره فیلم فجر        | سیمرغ بهترین فیلم اول        | سید محمود رضوی           | برنده    | [ ۳۶ ] |
| جشن سینمای ایران                        | بهترین کارگردانی             | بهروز شعیبی              | نامزدشده | [ ۳۷ ] |
| جشن سینمای ایران                        | بهترین فیلم اول              | سید محمود رضوی           | نامزدشده | [ ۳۷ ] |
| جشن سینمای ایران                        | بهترین فیلمنامه              | علی اصغری                | نامزدشده | [ ۳۷ ] |
| انجمن منتقدان و نویسندگان سینمایی ایران | بهترین فیلم                  | سید محمود رضوی           | نامزدشده | [ ۳۸ ] |
| انجمن منتقدان و نویسندگان سینمایی ایران | بهترین کارگردانی             | بهروز شعیبی              | نامزدشده | [ ۳۸ ] |
| انجمن منتقدان و نویسندگان سینمایی ایران | بهترین فیلمنامه              | علی اصغری                | برنده    | [ ۳۹ ] |
| انجمن منتقدان و نویسندگان سینمایی ایران | بهترین بازیگر نقش اول مرد    | رضا عطاران               | برنده    | [ ۳۹ ] |
| انجمن منتقدان و نویسندگان سینمایی ایران | بهترین بازیگر نقش اول زن     | هانیه توسلی              | نامزدشده | [ ۴۰ ] |
| انجمن منتقدان و نویسندگان سینمایی ایران | بهترین موسیقی متن            | بهزاد عبدی               | نامزدشده | [ ۳۸ ] |
| انجمن منتقدان و نویسندگان سینمایی ایران | خلاقیت و استعداد درخشان      | بهروز شعیبی              | نامزدشده | [ ۴۰ ] |
| چهاردهمین دورهٔ جشن حافظ                 | تندیس حافظ بهترین بازیگر مرد | رضا عطاران               | برنده    | [ ۴۱ ] |
| چهاردهمین دورهٔ جشن حافظ                 | تندیس حافظ بهترین بازیگر زن  | هانیه توسلی              | نامزدشده | [ ۴۲ ] |

## دنبالۀ تکذیب‌شده
چند روز پس از انتشار دهلیز، خبری مبنی بر سه‌گانه شدن این فیلم از سوی برخی رسانه‌ها اعلام شد که در آن بیان شده بود دو فیلم دارآباد و درخونگاه در ادامه دهلیز ساخته شده و دهلیز سه‌گانه می‌شود. اما مدتی بعد علی اصغری، نویسندهٔ دهلیز این خبر را تکذیب کرد و گفت «هر کدام از این فیلمنامه‌ها داستان و فضای متفاوتی دارند و تنها نقطه مشترکشان بحث دیه و قصاص است.»